# Alice de Lusignan († 1290)
Alice de Lusignan (auch Adelheid oder Alix), Countess of Hertford und Countess of Gloucester (* nach Oktober 1236; † Mai 1290) war eine französisch-englische Adlige.

## Herkunft
Alice de Lusignan war eine Tochter des französischen Adligen Graf Hugo XI. von Lusignan und von Yolande de Bretagne. Ihr Vater war ein Halbbruder des englischen Königs Heinrich III.

## Leben
1252 vereinbarten die in England lebenden Halbbrüder von König Heinrich III., darunter William de Valence, mit dem mächtigen englischen Adligen Richard de Clare, 5. Earl of Hertford die Heirat ihrer Nichte Alice mit dessen Sohn und Erben Gilbert de Clare. Der König war bereit, Richard de Clare für die Hochzeit 5000 Mark zu zahlen. Im Frühjahr 1253 reiste Richard de Clare mit seinem Sohn sowie mit William de Valence ins Poitou, wo die Hochzeit stattfand. Die Ehe, die zur Verständigung zwischen dem anglo-normannischen Adel und der französischen Verwandtschaft des Königs dienen sollte, scheiterte völlig. Ihr Mann wurde 1262 zu Beginn des Zweiten Kriegs der Barone Erbe seines verstorbenen Vaters. Trotz seiner Ehe mit einer französischen Verwandten des Königs gehörte er zu den Rebellen, die den Einfluss der französischen Verwandten des Königs in England bekämpften. Die Haltung ihres Mannes zerstörte ihre Ehe, und Alice, die wahrscheinlich depressiv wurde, warnte 1267 den König, dass ihr Mann zugunsten der verbliebenen Rebellen, den sogenannten Enterbten, London besetzen wollte.  Angeblich soll sie auch eine Beziehung mit dem Thronfolger Eduard unterhalten haben, was jedoch unwahrscheinlich ist. Im Juli 1271 wurden Alice und ihr Mann offiziell getrennt. Über ihr weiteres Leben ist danach nur wenig bekannt. Am 16. Mai 1285 wurde die Ehe annulliert, und ihr Ex-Mann überließ ihr einige Güter, darunter Thaxted in Essex, Burford in Oxfordshire, Spenhamland in Berkshire und Wells und Warham in Norfolk, zur Versorgung. Sie lebte jedoch wahrscheinlich nicht in England, sondern bei ihren Verwandten in Südwestfrankreich. Nach ihrem Tod fielen ihre Güter an ihren Ex-Mann zurück, der am 30. April 1290, noch vor ihrem Tod, in zweiter Ehe Johanna von England, eine Tochter von König Eduard I. geheiratet hatte.

## Nachkommen
Aus ihrer Ehe mit Gilbert de Clare hatte sie zwei Töchter:
1. Isabella (1263–1338)
2. Joan (* zwischen 1264 und 1271; † nach 1302)

Durch den Heiratsvertrag, den Gilbert de Clare vor seiner zweiten Heirat mit dem König schließen musste, wurden die beiden Töchter von Alice und Gilbert vom Erbe ihres Vaters ausgeschlossen.